# Olivetti Divisumma 33
La Divisumma 33 è una calcolatrice elettronica  realizzata dalla Olivetti.

## La calcolatrice
La calcolatrice elettronica era capace di svolgere le quattro operazioni matematiche fondamentali (somma, sottrazione, moltiplicazione e divisione), con capacità di impostazione di dodici cifre.
Erano inoltre presenti altre funzioni allora innovative, come le percentuali, l'elaborazione di calcoli a catena e di calcoli con la virgola, la scelta fra tre tipi di arrotondamento automatico e la stampa dei simboli delle operazioni effettuate.
La macchina ha un corpo in plastica ABS color grigio scuro con piedini in gomma antiscivolo.